# Copelatus internus
Copelatus internus är en skalbaggsart som beskrevs av Régimbart 1904. Copelatus internus ingår i släktet Copelatus och familjen dykare. Inga underarter finns listade i Catalogue of Life.